# 益田就恒
益田 就恒（ますだ なりつね、寛永6年（1629年） - 元禄6年8月5日（1693年9月4日））は、益田家第25代当主。長州藩永代家老・須佐領主益田家6代。
父は益田元尭。母は清水景治の娘。兄は益田就宣。正室は福原元俊の娘、継室は阿曽沼就忠の娘。子は益田久之丞。養子は益田就賢。通称は與三左衛門、主馬、宇右衛門、越中。諱は就祥、就裕、就恒。

## 生涯
寛永6年（1629年）、毛利家家臣益田元尭の五男として生まれる。後に福原元俊の養子となり、その娘を娶る。延宝8年（1680年）、五男の久之丞が実家の益田家の末期養子となり、幼いためその代理を務める。貞享元年（1684年）、久之丞が夭折したため、帰家して益田家の家督を相続する。加判役（家老）として藩主毛利綱広、吉就に仕えた。
貞享4年（1687年）、東山天皇即位式の祝賀使を務めた。元禄2年（1689年）、分家益田就武の次男の就賢を養子とする。元禄5年（1692年）、松崎八幡宮に石灯籠を献上する。
元禄6年（1693年）8月5日没。享年65。家督は就賢が相続した。